# Gerhard Winkler (Wirtschaftswissenschaftler)
Gerhard Kurt Winkler (* 16. Juni 1924 in Leipzig; † 23. März 2021 ebenda) war ein deutscher Wirtschaftswissenschaftler und Agrarökonom.

## Leben und Wirken
Gerhard Winkler studierte von 1946 bis 1949 Wirtschaftswissenschaften und erhielt 1949 den Abschluss als Diplom-Volkswirt. Seit 1950 arbeitete er als Assistent an der Universität Leipzig, 1952 wurde er Oberassistent für Agrarwesen, 1954 promovierte er mit der Arbeit Betrachtungen zur Entwicklung des Agrarkredits unter besonderer Berücksichtigung der Verhältnisse in der Deutschen Demokratischen Republik zum Dr. agr. Seit 1958 war er Dozent am Institut für Agrarökonomie der Landwirtschaftlichen Fakultät der Universität Leipzig. Hier habilitierte er sich 1961 mit der Schrift Betrachtungen zur Entwicklung der Nahrungsmittelversorgung und des Verbrauchs an wichtigen Nahrungsmitteln in der Deutschen Demokratischen Republik seit 1945.
Von 1969 bis 1975 war Winkler Rektor der Universität Leipzig.